# Vício no poder em O Senhor dos Anéis
O tema do vício no poder é central em O Senhor dos Anéis. O Anel, criado pelo Senhor do Escuro Sauron para dominar toda a Terra-média, corrompe gradualmente a mente de seu portador, levando-o a usar o Anel para fins malignos.
O poder corruptor do Anel tem sido comparado ao Anel de Giges na obra A República, de Platão, que conferia invisibilidade e, assim, tentava seu portador. Contudo, não há evidências de que Tolkien tenha se inspirado diretamente nessa história. Acadêmicos como Tom Shippey [en] consideram o tema moderno, uma vez que, em tempos antigos, o poder era visto como revelador do caráter, e não como algo que o altera. Essa ideia remete à frase do político inglês Lord Acton, em 1887: "O poder tende a corromper, e o poder absoluto corrompe absolutamente".
O efeito corruptor do poder na obra não se limita ao Anel. Sauron já estava corrompido quando decidiu transferir grande parte de seu poder ao Anel para ampliar seu controle sobre a Terra-média. Outros personagens, como Tom Bombadil, pertencem a uma era anterior e permanecem imunes ao Anel. A aranha gigante  Shelob é inquestionavelmente maligna [en], mas não demonstra interesse pelo Anel. O magoeiro Saruman sucumbe ao mal, seduzido pelo orgulho e pela busca de poder, mas nunca possui o Anel.
Tolkien utiliza o Anel para destacar as escolhas morais de cada personagem. Sméagol assassina seu amigo Déagol para obter o Anel e é corrompido por ele, transformando-se na criatura miserável Gollum. O guerreiro virtuoso Boromir é seduzido pela ideia de usar o Anel para o bem, o que o leva à morte. A dama élfica Galadriel enfrenta grande tentação, mas rejeita qualquer uso do Anel. O hobbit Frodo Bolseiro luta bravamente contra o poder do Anel, mas acaba dominado por ele. Já seu companheiro Samwise Gamgee é protegido por seu amor por Frodo e por seu bom senso simples.

## O Anel e o poder

### Na narrativa

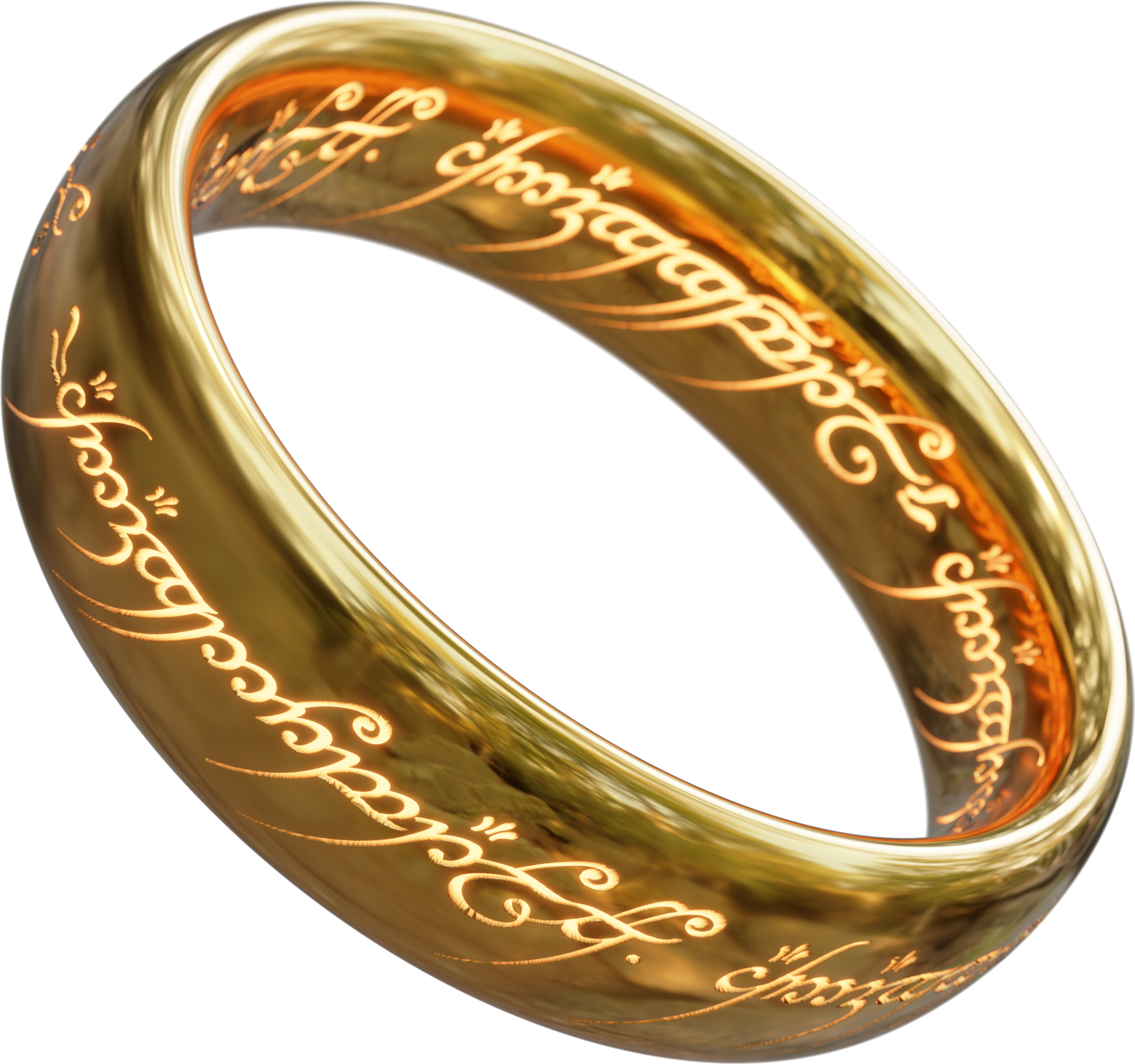
Representação artística do Um Anel.

Na obra de fantasia de J. R. R. Tolkien, O Senhor dos Anéis, o Anel do Poder foi forjado pelo Senhor do Escuro Sauron nas chamas do Monte da Perdição durante a Segunda Era com o objetivo de dominar os povos da Terra Média. Sua intenção era controlar aqueles que usassem qualquer um dos outros Anéis de Poder. Por serem artefatos poderosos, Sauron precisou transferir grande parte de seu próprio poder como Maiar, um ser sobrenatural, para o Anel, a fim de alcançar esse propósito.
Quando o Hobbit Sméagol viu o Anel que seu amigo Déagol encontrou no Rio Anduin, ele assassinou Déagol para obtê-lo e passou a usar o poder de invisibilidade do Anel:
| “ | para descobrir segredos, e usou esse conhecimento para fins tortuosos e malévolos. Tornou-se perspicaz e atento a tudo que pudesse causar dano. O Anel lhe conferiu poder conforme sua estatura. [...] Tornou-se muito impopular e [...] passaram a chamá-lo de Gollum. | ” |

O mago Gandalf explica que Gollum foi completamente corrompido e tornou-se dependente do Anel:
| “ | Ele o odiava e o amava, assim como odiava e amava a si mesmo. Não conseguia se livrar dele. Não tinha mais vontade própria nesse assunto. | ” |

### Efeitos do Anel
Um tema central é a influência corruptora do Anel, que decorre do poder que ele oferece, especialmente para aqueles que já são poderosos. O estudioso de Tolkien Tom Shippey destaca as afirmações de Gandalf sobre o poder e a influência do Anel do Poder em "A Sombra do Passado", bem como seu impacto corruptor sobre seus portadores. Gandalf recusa o Anel por esse motivo quando Frodo o oferece; essa visão é reforçada quando Elrond, Galadriel, Aragorn e  Faramir também rejeitam o Anel, temendo que ele os dominasse. Por outro lado, a natureza bondosa e a falta de ambição dos hobbits os tornam menos suscetíveis às promessas de poder do Anel, como visto em Frodo e Samwise Gamgee, que conseguem lidar com o Anel por longos períodos. No entanto, os hobbits não são totalmente imunes aos seus efeitos, como demonstram as mudanças em Frodo, Bilbo e Gollum. Em contrapartida, Boromir torna-se obcecado pelo Anel, mesmo sem possuí-lo, enquanto Sméagol mata seu parente Déagol, o primeiro portador do Anel após  Isildur, para obtê-lo.
Gollum e Saruman diferem de outros personagens por se submeterem voluntariamente a um poder maligno. Segundo a estudiosa Patricia Spacks, o efeito é uma destruição gradual, mesmo quando o personagem começa como majoritariamente virtuoso. No caso de Saruman, ela escreve que "o orgulho e a cobiça por poder", ao tentar obter o Anel e se tornar tão poderoso quanto Sauron, são suficientes para destruí-lo, mesmo sem possuir o Anel. Quando Gandalf visita as ruínas de Isengard para encontrar Saruman e lhe oferece liberdade em vez de servitude a Sauron, Saruman está tão profundamente corrompido que não consegue mais escolher. Quanto a Gollum, ele é "uma criatura muito mais digna de pena", pois o Anel o levou de uma posição basicamente amoral a uma de maldade. Quando Frodo sugere que Gollum não é totalmente maligno, Faramir responde: "Talvez não totalmente, mas a malícia o consome como um câncer, e o mal está crescendo".

### Tolkien versus Platão
O tema de um anel corruptor remonta à obra A República, de Platão, onde o Anel de Giges conferia invisibilidade e, consequentemente, a possibilidade de cometer crimes sem ser punido. O filósofo Eric Katz, no entanto, argumenta que "Platão argumenta que tal corrupção [moral] ocorrerá, mas Tolkien mostra essa corrupção por meio dos pensamentos e ações de seus personagens". Platão tenta refutar a conclusão cínica de que a vida moral é escolhida pelos fracos; Glauco acredita que as pessoas só são "boas" porque temem ser pegas se não forem. Platão argumenta que a vida imoral não é desejável, pois corrompe a alma. Assim, segundo Katz, para Platão, uma pessoa moral tem paz e felicidade e não usaria um Anel do Poder. Katz afirma que a história de Tolkien "demonstra várias respostas à questão levantada por Platão: uma pessoa justa seria corrompida pela possibilidade de um poder quase ilimitado?". A questão é respondida de diferentes maneiras: Gollum é fraco, corrompido e finalmente destruído; Boromir começa virtuoso, mas, como o Giges de Platão, é corrompido "pela tentação do poder" do Anel, mesmo querendo usá-lo para o bem, e se redime ao defender os hobbits até a morte; a "forte e virtuosa" Galadriel, que enxerga claramente o que se tornaria se aceitasse o Anel, e o rejeita; o imortal Tom Bombadil, imune ao poder corruptor do Anel e à sua invisibilidade; Sam, que em um momento de necessidade usa o Anel fielmente, mas não é seduzido por sua visão de "Samwise, o Forte, Herói da Era"; e, por fim, Frodo, que é gradualmente corrompido, mas é salvo por sua misericórdia anterior a Gollum e pela obsessão de Gollum pelo Anel. Katz conclui que a resposta de Tolkien à pergunta de Platão "Por que ser moral?" é "ser você mesmo".

## Dependência

### "O poder corrompe"

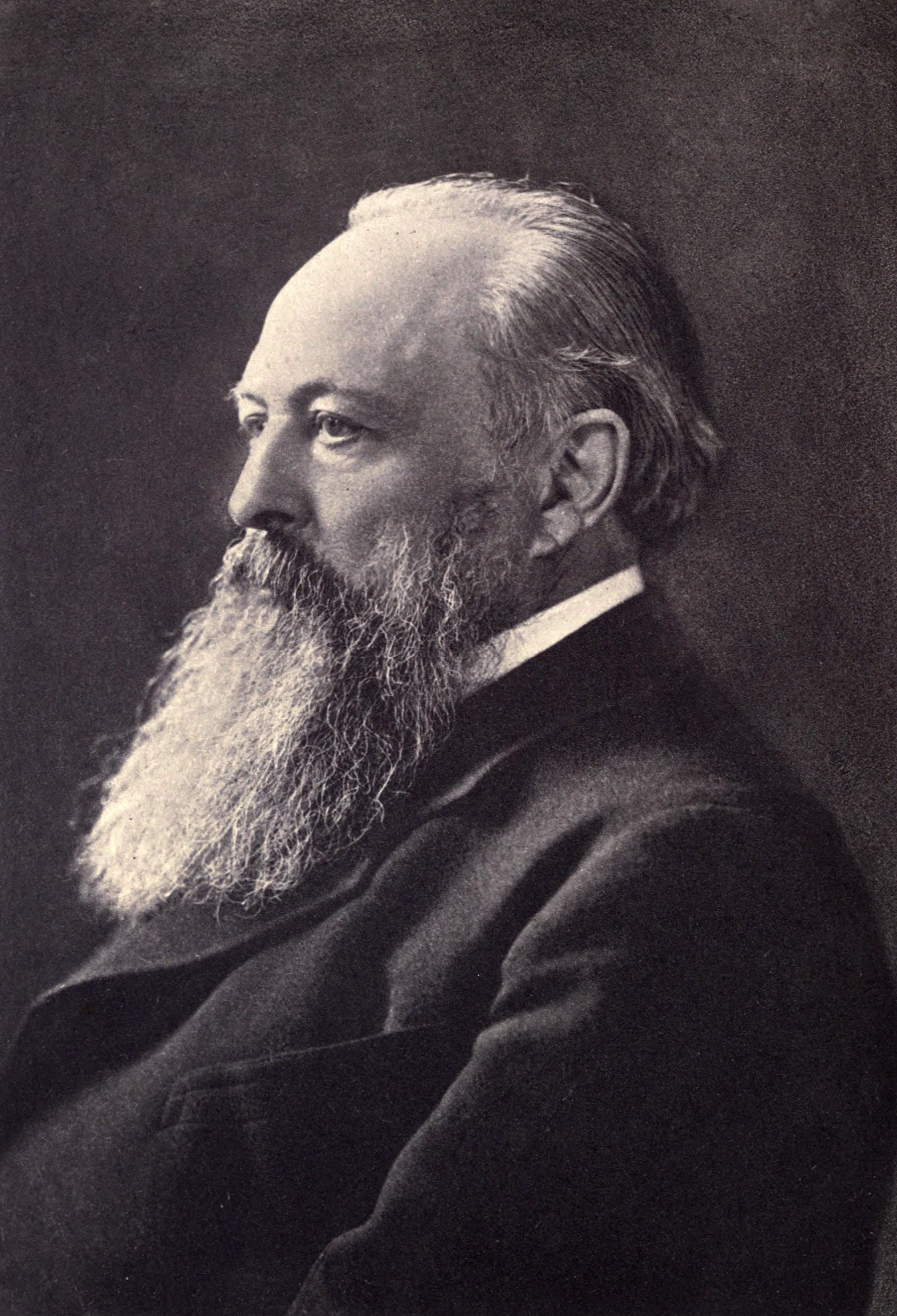
Lord Acton afirmou célebremente: "O poder tende a corromper, e o poder absoluto corrompe absolutamente", uma ideia personificada no poder viciante do Anel do Poder.

O efeito corruptor do poder é, segundo Tom Shippey, um tema moderno, já que, em tempos antigos, o poder era visto como algo que "revelava o caráter", e não o alterava. Shippey cita a declaração de 1887 de Lord Acton:
| “ | O poder tende a corromper, e o poder absoluto corrompe absolutamente. Grandes homens são quase sempre homens maus. | ” |

Shippey destaca autores contemporâneos de Tolkien que abordaram o tema da influência corruptora do poder: George Orwell com A Revolução dos Bichos (1945), William Golding com O Senhor das Moscas (1954) e T. H. White com O Único e Eterno Rei (1958). Em sua visão, essa era uma ideia amplamente moderna; ele escreve que o equivalente medieval mais próximo é o provérbio em inglês antigo "man deþ swa he byþ þonne he mot swa he wile": "Um homem faz o que é quando pode fazer o que quer", ou seja, o poder revela o caráter existente, em vez de transformá-lo para pior. O Senhor dos Anéis é amplamente  medieval em seu cenário, mas sua visão sobre o efeito corruptor do poder é um anacronismo, algo totalmente moderno. Ele identifica um eco moderno na reação de Boromir ao Anel, com "todos os sinais que o século XX aprendeu a desconfiar", incluindo a fascinação pelo poder, mesmo sendo do Inimigo; seu discurso elogiando "os destemidos" e depois "os implacáveis" como caminho para a vitória; a autoproclamação como líder com "poder de comando"; e, por fim, "o apelo direto à força".
Os estudiosos de Tolkien, Agnes Perkins e Helen Hill, em A bússola de Tolkien [en], analisam o efeito corruptor do poder. Eles focam especialmente no Anel, mas observam que a questão é mais ampla, pois alguns personagens foram corrompidos muito antes da criação dos Anéis. Eles veem o esquema de Tolkien como composto por cinco grupos de três personagens, cada um afetado de maneira distinta pelo poder.
| Grupo                                                      | Personagem   | Efeitos do poder (incluindo o Anel)                                                                                  |
| ---------------------------------------------------------- | ------------ | --- |
| Já totalmente corrompido                                   | Sauron       | Maldade não aliviada; ele colocou poder no Um Anel com a intenção de obter o controle do mal                         |
| Já totalmente corrompido                                   | Os 9 Nazgûl  | Servos de Sauron, totalmente dominados pelos Anéis de Poder                                                          |
| Já totalmente corrompido                                   | Gollum       | Caráter dividido |
| De uma época anterior, o Anel não significa nada para eles | Shelob       | Inquestionavelmente maligno, gula: interessado apenas em comida                                                      |
| De uma época anterior, o Anel não significa nada para eles | Barbárvore   | Velho demais para desejar o poder                                                                                    |
| De uma época anterior, o Anel não significa nada para eles | Tom Bombadil | Com controle total em seu próprio território, “sem vontade de sair dos limites impostos por ele mesmo”               |
| “O Grande”, que podia manejar o Anel                       | Saruman      | Sucumbe ao desejo de poder                                                                                           |
| “O Grande”, que podia manejar o Anel                       | Gandalf      | Rejeita o Anel quando Frodo o oferece; rejeita a proposta de Saruman de exercerem o poder juntos                     |
| “O Grande”, que podia manejar o Anel                       | Galadriel    | É tentada a pegar ou aceitar o Anel; passa no teste                                                                  |
| Homens de Gondor                                           | Boromir      | Insiste no uso do Anel para defender Gondor contra Sauron                                                            |
| Homens de Gondor                                           | Denethor     | Deseja o Anel, mas não tem a chance de tomá-lo; é destruído por seu próprio orgulho, desafiando Sauron               |
| Homens de Gondor                                           | Faramir      | “Compreende o perigo do Anel”, opta por não tomá-lo                                                                  |
| Heróis                                                     | Frodo        | Aceita corajosamente a missão de destruir o Anel; o Anel passa a dominar sua vontade; a tentação se mostra excessiva |
| Heróis                                                     | Sam          | Tentado fortemente, mas por pouco tempo; “só ele entrega o Anel de bom grado” a Frodo                                |
| Heróis                                                     | Aragorn      | Tem o direito de governar como herdeiro do trono; luta firmemente contra o mal; ganha poder por direito moral        |

### Uma explicação única
O crítico literário Colin Manlove [en] critica a atitude de Tolkien em relação ao poder como inconsistente, apontando exceções à suposta influência avassaladora do Anel. O Anel pode ser entregue com relativa facilidade (Sam e Bilbo), e removê-lo à força (de Gollum para Frodo) não quebra a mente de Frodo, apesar da afirmação inicial de Gandalf. O Anel também parece ter pouco efeito sobre personagens como Aragorn, Legolas e Gimli. Shippey responde que, apesar de Manlove, Tolkien mostra um padrão regular de "corrupção progressiva": Bilbo fica irritado quando Gandalf tenta persuadi-lo a abrir mão do Anel e é descrito como "uma criatura enrugada com rosto faminto e mãos ossudas tateantes" ao pedir a Frodo para ver o Anel mais uma vez; Isildur usa palavras semelhantes às de Gollum com "É precioso para mim, embora eu o compre com grande dor"; há o estado corrompido de Gollum ao longo da história; e há os sinais ominosos de Boromir. Shippey refuta a dúvida de Manlove com uma palavra: viciante. Ele escreve que isso resume todo o argumento de Gandalf, pois, nas fases iniciais, como com Bilbo e Sam, a dependência pode ser superada facilmente, enquanto para aqueles ainda não viciados, como Aragorn, Galadriel e Faramir, seu apelo é como qualquer outra tentação. O que Gandalf não pôde fazer com Frodo, escreve Shippey, foi fazer com que ele quisesse entregar o Anel. Para o portador do Anel, o aspecto destrutivo é o impulso de usá-lo, independentemente das boas intenções iniciais do portador. Katz afirma que "está claro que Tolkien está demonstrando as forças progressivas de corrupção da posse e uso do Anel do Poder"; o uso pode começar de forma inocente ou acidental, mas "seu poder sedutor" desgasta gradualmente qualquer resistência.
Outros críticos também descreveram o Anel como viciante, com cada uso aumentando progressivamente o domínio sobre seu portador. Bilbo, após possuir o Anel por algum tempo, consegue entregá-lo voluntariamente, embora com grande dificuldade. Mais tarde, ao encontrar o Anel em Valfenda, ele sente um forte desejo de segurá-lo novamente. Frodo também exibe traços de dependência, tornando-se incapaz de renunciar ao Anel por vontade própria.
Na trilogia de filmes O Senhor dos Anéis, de Peter Jackson, os efeitos do Anel sobre Bilbo e Frodo são obsessões comparadas à dependência de drogas. O ator Andy Serkis, que interpretou Gollum, citou a dependência de drogas como inspiração para sua atuação. O teórico crítico Douglas Kellner examina a questão de se a obra é uma alegoria, apesar da negação de Tolkien, e escreve que Gollum serve como "um alerta sobre o que a obsessão pelo Anel e a dependência do poder podem fazer a alguém. Na privação, ele anseia por seu 'precioso' talismã de poder, embora conheça sua força destrutiva. O filme apresenta uma parábola sobre dependência, pois Gollum é dilacerado por sua necessidade da substância destrutiva".

### Revelando a moralidade de cada personagem
Katz argumenta que Tolkien utiliza o recurso do Anel e seu poder viciante para revelar, sucessivamente, a moralidade de cada personagem. O caso extremo é Sméagol, cuja dependência do Anel se intensifica ao longo de mais de 500 anos, até ele ser completamente dominado por seu poder. Ele se transforma na criatura monstruosa Gollum, exibindo traços que vão de retraimento e isolamento a desconfiança e raiva em relação aos outros; sua obsessão pelo Anel o leva à ruína. No final, ele é "completamente destruído" pela atração do Anel.
| Personagem       | Efeito do Anel no personagem | Moralidade do personagem                                                                                             |
| ---------------- | --- | --- |
| Sméagol / Gollum | Sméagol mata seu amigo Déagol para obter o Anel; com o passar dos séculos, é “quase completamente corrompido” pelo desejo de obter o Anel; torna-se “uma criatura miserável, com medo de tudo, sem amigos, sem lar, buscando constantemente seu ‘precioso’ Anel”; sua personalidade se desintegra, falando consigo mesmo como duas metades, Sméagol e Gollum; por fim, obtém o Anel e morre, destruindo-o e a si mesmo. | Desejo, ganância; perde sua alma.                                                                                    |
| Boromir          | Seduzido pelo poder do Anel e pela ideia de usá-lo para o bem; vê a si mesmo como um grande guerreiro empunhando o Anel contra Mordor; separa-se da Sociedade; arrepende-se, tenta salvar Merry [en] e Pippin [en], mas é morto por Orcs. | Virtuoso - “nobre, de bom coração e corajoso”, corrompido pelo poder, para o bem de seu país, Gondor.                |
| Galadriel        | Frodo oferece o Anel a ela; admite que “meu coração desejou muito pedir o que você oferece”; mostra o quão poderosa ela poderia ser se o usasse; rejeita qualquer uso do Anel, dizendo: “Eu passo no teste [...] Eu diminuirei e irei para o Oeste, e continuarei sendo Galadriel”. | Continua sendo ela mesma, uma Elfa imortal.                                                                          |
| Frodo            | Faz uso limitado do Anel no início (verificando se Tom Bombadil devolveu o Anel verdadeiro), depois “por acidente” na estalagem em Bree, depois quando é compelido pelos Nazgûl no Topo do Tempo; mais tarde, livremente para escapar de Boromir em Amon Hen. Ele é progressivamente dominado, sobrecarregado física e psicologicamente; por fim, sucumbe.                                                              | Resistente, mas incapaz de superar seu poder; por fim, incapaz de destruir o Anel.                                   |
| Sam              | Faz uso limitado do Anel; eventualmente vê aonde ele levaria, imaginando-se como “Samwise, o Forte, Herói da Era, caminhando com uma espada flamejante pela terra escura [...] e [...] o vale de Gorgoroth se tornou um jardim de flores e árvores e produziu frutos”, mas vendo que seria rapidamente derrotado, rejeita seu uso.                                                                                      | Salvo por seu amor por Frodo e por seu “ainda não conquistado [...] simples senso hobbit”; continua sendo ele mesmo. |
| Tom Bombadil     | Nenhum, ele não tem poder sobre ele. | Continua sendo ele mesmo, um ser imortal.                                                                            |

### Superando a dependência
O estudioso de Tolkien Patrick Curry [en] argumenta que a narrativa de Tolkien não se limita a "uma única crise avassaladora: a Guerra do Anel predomina, mas não é absolutamente tudo". Além disso, "o fim do Anel não é uma renúncia puramente voluntária, deliberada e idealista": a dependência não é superada por uma única escolha. Em vez disso, ele defende que isso ocorre por meio de "inúmeros atos de coragem, bondade e ajuda, tanto pequenos quanto grandes, de pessoas e forças desconhecidas, em circunstâncias imprevistas, que juntos proporcionam uma oportunidade de fazer a coisa certa". Esse processo é acompanhado por "um compromisso com as coisas boas e simples da vida – comida, água, coisas verdes e crescentes", valorizando "uma apreciação da própria vida, ao mesmo tempo natural e espiritual", que prevalece. Curry vê isso como uma mensagem de esperança para o mundo real e o principal ensinamento das obras de Tolkien. Curry cita o momento em que Sam é salvo da tentação do Anel:
| “ | O pequeno jardim de um jardineiro livre era tudo o que ele precisava e merecia, não um jardim inflado a um reino; suas próprias mãos para usar, não as mãos dos outros para comandar. | ” |

Saruman, um mago e não um guerreiro, expressa a tentação a Gandalf, na esperança de persuadi-lo, como "Conhecimento, Governo, Ordem". A sacerdotisa episcopal e estudiosa de Tolkien Fleming Rutledge [en] escreve que a tríade de Saruman é escrita com letras maiúsculas "como se fossem Poderes. Soam opressivas, como slogans nazistas [...] ao estilo alemão". Ela observa a descrição do meio-elfo Elrond sobre a cobiça por poder: "força, dominação e riqueza acumulada", que Elrond contrasta com outra tríade, "compreensão, criação e cura". Rutledge explica que essas coisas "mais suaves e gentis" são "mais poderosas do que quaisquer armas convencionais".

### J. R. R. Tolkien
1. 1 2 3 4 5  (Tolkien 1954), livro 1, cap. 2 "A Sombra do Passado"
2. ↑  (Tolkien 1977), "Dos Anéis do Poder e da Terceira Era"
3. ↑  (Tolkien 1955, livro 6, cap. 1 "A Torre de Cirith Ungol")
4. 1 2  (Tolkien 1954, livro 2, cap. 2 "O Conselho de Elrond")